# Anophelepis
Anophelepis is een geslacht van Phasmatodea uit de familie Phasmatidae. De wetenschappelijke naam van dit geslacht is voor het eerst geldig gepubliceerd in 1859 door Westwood.

## Soorten
Het geslacht Anophelepis is monotypisch en omvat slechts de volgende soort:
- Anophelepis telesphorus Westwood, 1859